# Лучицька сільська рада (Сокальський район)
Лучицька сільська рада — колишній орган місцевого самоврядування у Сокальському районі Львівської області. Адміністративний центр ради — село Лучиці.

## Загальні відомості
Водоймища на території, підпорядкованій даній раді: річка Західний Буг.

## Населені пункти
Сільській раді підпорядковані населені пункти:
- с. Лучиці
- с. Ганівка
- с. Шарпанці

## Склад ради
Рада складалася з 16 депутатів та голови.

### Керівний склад попередніх скликань
| ПІБ                         | Основні відомості                                                | Дата обрання | Дата звільнення |
| --------------------------- | ---------------------------------------------------------------- | ------------ | --------------- |
| Черечін Володимир Романович | Сільський голова, 1974 р.н., освіта, член Народного Руху України | 26.03.2006   | 31.10.2010      |
| Черечін Володимир Романович | Сільський голова, 1974 р.н., освіта вища, безпартійний           | 31.10.2010   |                 |

Примітка: таблиця складена за даними джерела